# Alida Schuyler
Alida Schuyler, född i Beverwyck (Albany), Nya Nederländerna (New York) 2 februari 1656, död 1727 på Livingston Manor i New York, var en amerikansk affärskvinna, inflytelserik inom både politik och ekonomi i dåvarande New York.  
Dotter till  Philip Pietersz. Schuyler (1628-1683) och Margaretha van Slichtenhorst (1628-1711) och gift 1675 med i Albany med guvernörssonen, pastor och borgmästaren av Albany, Nicholas Van Rensselaer (1636-1678), och 1679 i Albany med sin förre makes revisor och herrgårdsägaren Robert Livingston (1654-1728). Hennes föräldrar kom från Emden i Tyskland och fadern kom 1650 till Nya Holland (New York) som snickare och tjänade där en förmögenhet på pälshandel och blev en framstående medlem av den holländska kyrkan och 1660 ägare av en herrgård. Under sitt andra äktenskap drev hon processer med sin förre makes släktingar om arvet efter sin döde man. Hon och hennes make var affärskompanjorer och delade ansvaret över sina omfattande affärer: medan maken skaffade sig en ekonomisk och politisk maktposition i New York, drev Alida affärer i Albany, och tillsammans lyckades de 1686 genomdriva stadsprivilegier för Albany. Hon agerade även rådgivare för maken i hans affärer, både inom politik och ekonomi. Från 1686 bodde hon på Livingston Manor. Från 1716 var hon sjuklig och inte längre lika aktiv. 
Alida Schuyler har varit föremål för en hel del forskning och framställts som ett typexempel på en oberoende kvinna från kolonialtiden. Hon är även känd som stammor för en del inflytelserika amerikanska familjer.